# Josh Selby
Joshua C. "Josh" Selby (nacido el 27 de marzo de 1991 en Baltimore, Maryland) es un jugador de baloncesto estadounidense cuyo último equipo ha sido el IHC Apes de la MBA de Mongolia. Con 1,88 metros de estatura, juega en la posición de base.

## Trayectoria deportiva

### Universidad
Considerado uno de los mejores jugadores de su generación, Selby disputó el Nike Global Challenge de 2009, y los prestigiosos McDonald's All-American Game y Jordan Classic de 2010.
Jugó durante una única temporada con los Jayhawks de la Universidad de Kansas, en la que promedió 7,9 puntos, 2,2 rebotes y 2,2 asistencias por partido.
Debido a una serie de irregularidades en su reclutamiento, fue castigado con 9 partidos de sanción antes del comienzo de la temporada, siendo obligado a entregar los beneficios logrados a la caridad. En su primer partido como universitario, ya en el mes de diciembre, consiguió su máxima anotación de la temporada, con 21 puntos, con 5 de 8 triples, y 5 rebotes. Logró en dos ocasiones el premio de novato de la semana de la Big 12 Conference. Una lesión en el mes de febrero le obligó a perderse tres partidos, bajando sensiblemente su rendimiento a su regreso.
En abril de 2011 anunció su intención de presentarse al draft de la NBA, renunciando a los 3 años que le quedaban como universitario.

#### Estadísticas
| Año     | Equipo | PJ | PT | MPP  | %TC  | %3P  | %TL  | RPP | APP | ROB | TPP | PPP |
| ------- | ------ | -- | -- | ---- | ---- | ---- | ---- | --- | --- | --- | --- | --- |
| 2010–11 | Kansas | 26 | 11 | 20.4 | .373 | .362 | .757 | 2.2 | 2.2 | .8  | .1  | 7.9 |

### Profesional
Fue elegido en la cuadragésimo novena posición del Draft de la NBA de 2011 por Memphis Grizzlies. Debutó en la liga el 28 de diciembre ante Oklahoma City Thunder, logrando 3 puntos y 2 asistencias.
En 2012 participó de la NBA Summer League de Las Vegas con los Grizzlies, siendo nombrado MVP del torneo junto a Damian Lillard.
En enero de 2013 es enviado a los Cleveland Cavaliers junto con Marreese Speights y Wayne Ellington a cambio de Jon Leuer.
En abril del 2018 firma su contrato con el Club Ferro Carril Oeste de la Liga Nacional de Básquet, ocupa la plaza del ex NBA Justin Giddens.
En junio de 2019, jugó tres partidos con San Lázaro en República Dominicana, jugando durante el Torneo de Baloncesto Superior del Distrito Nacional. 
El 23 de junio de 2020, Selby firmó con KK Kumanovo de la Primera Liga de Macedonia. 
El 15 de enero de 2021, Selby firmó con los Franklin Bulls de la NBL de Nueva Zelanda. Dejó el equipo el 1 de junio de 2021, tras sufrir una lesión. 
El 27 de agosto de 2021, firma por el KK Pieno žvaigždės de la Lietuvos Krepšinio Lyga.

## Estadísticas de su carrera en la NBA

### Temporada regular
| Año     | Equipo  | PJ | PT | MPP | %TC  | %3P  | %TL  | RPP | APP | ROB | TPP | PPP |
| ------- | ------- | -- | -- | --- | ---- | ---- | ---- | --- | --- | --- | --- | --- |
| 2011-12 | Memphis | 28 | 0  | 8.5 | .404 | .133 | .786 | .5  | 1.1 | .2  | .0  | 2.3 |
| 2012-13 | Memphis | 10 | 0  | 5.9 | .273 | .167 | .636 | .5  | .4  | .2  | .0  | 2.0 |
| Total   | Total   | 38 | 0  | 7.8 | .330 | .143 | .720 | .5  | .9  | .2  | .0  | 2.2 |